# واقعية جمالية

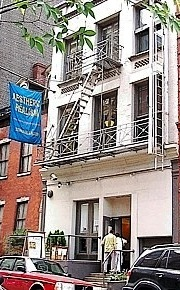

الواقعية الجمالية (بالإنجليزية: Aesthetic Realism)‏ هي فلسفة أنشأها إيلاي سيغيل. في العام 1941، مؤكدا انً «ا لجمال كله يتمثل في وحدة الأضداد وهذه الوحدة هو ما نسعى اليه جميعا ً» مضيفا ً «بأن هناك ميلا ً للقول بأن الأضداد كما تراها الواقعية الجمالية قد ظهرت هناوهناك في الفلسفة والنقد القديمين والحديثين». ان هذا المبدا الذي تقوم عليه الواقعية الجمالية يقيم علاقة بين الفن والحياة بدقة وعمق لامثيل لهما. فهذه الواقعية ترتكز على فكرة تقول ان الواقع أو العالم يتوفر على بنية جميلة مثل بنية قصيدة أو لوحة تشكيلية جميلة، وهي تعتقد بأن موقف المرء من العالم يحكم الكيفية التي يرى فيها الأشياء. لقد وجدت الواقعية الجمالية بداياتها الأولى في مقالات سيجيل التي كتبها في العامين 1922 و1923، وفي شعره وخاصة قصيدته التي تحمل عنوان «ظهيرات ساخنة في مونتانا» التي يقول عنها انه حاول فيها ان يتناول امورا كثيرة كان من المعتقد عادة ً انها منعزلة وغريبة، لكي يبين انها ليست كذلك وان كلا ً منها يمتلك الكثير مما يمكن ان يفعله للآخر. ومن هنا ينشا المفهوم الرئيسي للواقعية الجمالية بشكل مباشر. وفي العام 1938 القى محاضرات على دارسي الشعر قائمة على مفاهيم هذه الواقعية، وقد طالبوه ان يعطيهم دروسا ً يمكنها ان تعلمهم ان يروا حياتهم الخاصة بالارتباط مع الشعر. وكانت تلك هي الدروس الأولى في الواقعية الجمالية. لقد كتب يقول عن طريقته انها تقدم للناس اشياء «من نوع متميز، وقد ساعدت في تنظيم الحياة.» وفي 1942 ــ1943 كتب «النفس والعالم» موضحا الأساس الفلسفي للواقعية الجمالية، والقى في العام 1944 سلسلة محاضراته الفلسفية عنها. واكمل في العام 1945 كتابة «تعاريف وتعقيب» عرّف فيه 138 مصطلحا يتطلبها التعامل الفلسفي مع الواقع، ومنها مصطلحات: الوجود، التحول، الثبات، الحرية، التفكير، الإرادة، الخوف، الامل، الشك، الرفض، الواقع، والعلاقة. وفي العام 1969 وسّعت مجموعة من الفنانين ودارسي الموسيقى نظرية الأضداد لتشمل نقاشات حول التصوير الفوتوغرافي والرسم والتمثيل والطباعة والموسيقى. لقد ظهر ما يفيد بأن هرقليطس وأرسطو وكانط وهيغل وحتى مارتن بابر، قد تبنوا التناقضات والاستقطابات في فلسفاتهم. ومع ذلك فإنه يبدو أن سيجيل هو أول من اشار إلى ان الجمال يوحد الأضداد في الواقع.ان الواقعية الجمالية تقوم على ثلاثة اسس هي: ان أكبر رغبات الإنسان واعمقها تتمثل في أن يحب العالم بصدق؛ وان الطريقة الوحيدة لأن يحب العالم هي ان يرى العالم كوحدة جمالية للأضداد؛ وان أكبر خطر يواجه الإنسان هو ان يدّعي لنفسه اهمية زائفة أو ان يبني مجدا زائفا من خلال الانتقاص من شأن الأشياء وهو ما يقود إلى الازدراء الذي يقود بدوره إلى جعل الناس يشعرون بانهم هم وفنهم مختلفون، وبصورة جوهرية، عن الناس الآخرين. يقول ايلي سيجيل ان الواقع يتغير وطبقا للواقعية الجمالية فإن ما لا يتغير من مظاهر الواقع هو المطلق، اما الذي يتغير فهو النسبي، وان الواقع كله يتوافر على المطلق. ولأن الواقعية الجمالية تقوم على مبادئ دائمة مرتبطة بالوجود، فإنها بذلك تكون وجهة نظر كلية بصورة صحيحة، وهي توضح ان ليس هناك ثقافتان إنسانيتان مختلفتان، فهما تتقاسمان الوجود في العالم وفي بنيته الدائمة بصورة مشتركة. وتقول الواقعيية الجمالية ان معارضة العنصرية تكمن في رؤية التشابه والاختلاف بين الناس جماليا ً. وهي تشير إلى ان الاختلافات العرقية والاخلاقية قد استخدمت، تاريخيا ً، من قبل الناس بهدف عدم احترام احدهما للآخر، فنشأ الكثير من الألم نتيجة ً لذلك. غير ان الواقعية الجمالية تعلّم المرء ان ينظر إلى اختلاف البشرية بالطريقة التي ينظر فيها إلى النوتات الموسيقية: الواحدة منها مختلفة عن الأخرى لكنها تحتاجها في اختلافها وفي تشابهها لأنها تنتج الصوت بصورة مشتركة. فحيث هناك قوة تجعل الأشياء مختلفة، فإن هناك أيضا ً قوة تجعلها متشابهة. ثمة تشابه واختلاف في الوقت نفسه بين الواقعية الجمالية و«البنيوية» (Structuralism)
1. ↑  "معلومات عن واقعية جمالية على موقع jstor.org". jstor.org. مؤرشف من الأصل في 2022-06-08.

. ويكمن سبب تشابههما في كونهما تحترمان العملية الجدلية وتريان الأضداد عنصرا اساسيا في فهمنا للعالم. لكن الواقعية الجمالية ترى العملية الجدلية جمالية ً بصورة اساسية، ويقود هذا إلى اختلاف بارز بينها وبين البنيوية. لقد قدم سيجيل الواقع على انه يتوفر على بنية جديدة ــ وحدة اضداد، ولكن الأضداد تعزز القيمة والجمال، فالواقع يمتلك بنية جمالية وهو ما يجعل العالم مرغوبا فيه، وتختلف بذلك عن البنيوية التي لا تؤكد بالضرورة على قيمة أو جمال الشيء وانما على بنيته نفسها. لقد تعددت حقول توظيف الواقعية الجمالية لتشمل المسرح والسينما والفن التشكيلي والتصوير الفوتوغرافي ومناهج التربية وغيرها فضلا على الشعروالموسيقى. ففي الشعر اوضح سيجيل ان ما يجعل القصيدة صادقة هو الشيء الذي يجعل حياة المرء سعيدة وعقلانية ومفعمة بالحيوية. وما تضيفه الواقعية الجمالية للشعر هو الشيء الأكبر في تاريخ النقد الشعري الذي يمتد لقرون. لقد تركت القصائد تأثيرا كبيرا في الناس عبر قرون من الزمن، لكن فائدة كبيرة كامنة في الشعر لم تكن معروفة قبل أن يوضحها سيجيل كناقد. كتب ماثيو ارنولد يقول ان الشعر هو «نقد للحياة»، ولكنه لم يعرف «كيف» يكون ذلك، فجاء سيجيل ليوضح هذه «الكيف» ونتج عن ذلك ما يعرف بالواقعية الجمالية. ان هذه الواقعية نفسها هي النقد الجمالي للحياة وللنفس معا. يتحدث سيجيل عن الكثير من الأضداد في الحالة الشعرية ويراها ضرورات ملحة في حياتنا. ويتحدث أيضا عن وحدة قصيدة الوعي العام والعالم الكلي. ففي الواقعية الجمالية يحاول المرء ان يرى شيئا ما في القصيدة الجيدة، يراه بعمق وصدق وبتفصيل ودقة. ولأن بنية العالم نفسه متمثلة في وحدة الأضداد، فإن هناك شيئا حاسما في القصيدة هو الموسيقى. فالشعر ضرورة جميلة وملحة وكذلك هي الواقعية الجمالية التي توضح الشعر وتوضحنا معا. ان كل قصيدة توحد الوعي الفردي والعالم. فالوعي يستحوذ على العالم ويرسخه والعكس صحيح. الصورة والفعل موجودان في الشعرسوية ً. فالشعر يتالف من افعال كصور وصور كأفعال واحداث. كما ان القصيدة الجيدة منطقية وعاطفية معا. فالمنطق نظام والعاطفة تأكيد على الحرية لذلك تمثل القصيدة الجيدة بنية العالم حيث يتحد النظام والحرية. اما في الموسيقى فإن المبدأ الذي يربط بين الفن والحياة يمكن ان يجنب المرء مزالق التحدث عن عالم الموسيقى كما لو ان عوامل الاختلاف بين الثقافات الموسيقية الفردية اوحتى بين الفترات الزمنية ضمن الثقافة الواحدة، هي أكبر من عوامل الالتقاء. لقد حاول البعض ان يثبت ان ليس هناك شخص خارج مجموعة ثقافية معينة يمكنه ان يستوعب بشكل كامل موسيقى منطقة أخرى في العالم بصورة حقيقية، وهذا ليس صحيحا ً. فعلم الموسيقى الذي تغطيه الواقعية الجمالية يمكن ان يشكل عنصرا للموّدة في هذا العالم لأنه يجسد هدفا مشتركا للبشرية كلها.اننا نجد الرغبة في توحيد الأضداد على امتداد القرون وعبر القارات في اندفاع الناس رجالا ونساء واطفالا نحو الموسيقى. تنشأ الموسيقى من شعور عاطفي نحو العالم. وكما توضح الواقعية الجمالية، فإن الناس في كل مكان يحاولون ان يروا اوجها أو خصائص متعارضة للواقعية، ومشاعر عاطفية متصارعة داخل ذواتهم تتوافر على ترابط منطقي. وحين يكون هذا الترابط موجوداً ومحسوساً بصدق ومعبّراً عنه بصورة حقيقية، يحدث الفن ونكون في مواجهة الجمال، وحين يأتي الجمال على شكل صوت، تكون لدينا موسيقى. لقد احدث شوبنهاور هزة حين كتب عن أعمال بيتهوفن في القرن التاسع عشر وقد اصر هو ومفكرون آخرون على وجوب وجود تطابق بين ما يحدث في الموسيقى وما يبدو عليه الواقع. ان اية ثقافة عالمية أنتجت نظرية عن موسيقاها قد ربطت تلك الموسيقى بالقضايا الفلسفية والكونية. لقد قال سيجيل «عندما تضيف الواقعية الجمالية شيئا ً جديداً واساسيا للتربية الموسيقية، وبصورة عميقة، فإن ذلك يعني ان ليس هناك من اختلاف في المعايير التي نستخدمها للحكم بصورة غير واعية على انفسنا في الحياة، والمعايير التي نستخدمها بدرجات مختلفة من الوعي للحكم على الفن.» ان الواقعية الجمالية تعلمنا ان الفن والحياة يوضح احدهما الآخر بصورة عميقة.وثمة من يرى ان استخدام مبدا ايلي سيجيل الواقعي الجمالي في فن التصوير الفوتغرافي يبين ما الذي يجعل الصورة الفوتغرافية جيدة كما يبين ان سبباً كبيراً للاهتمام بالتصوير الفوتوغرافي يكمن في لا ان يكون مصورا.